# 平田さゆり
平田 さゆり（1964年4月7日 - ）は、日本のスタイリスト、ファッションディレクター。

## 来歴
1986年、和光大学人文学部人間関係学科卒業。
大学在学中より株式会社マガジンハウスで編集アシスタントを始める。
卒業とともにフリーランス・スタイリストとして活動開始。
以後「Figaro Japon」「Hanako」「anan」「Tarzan」などで活躍。
1993年、株式会社小学館「Oggi」創刊とともにスタイリストとして参加。
ファッションページ担当の他、年2回の別冊付録通販BOOKでイタリアにて、雑貨、アクセサリーなどの買い付けを担当。冊子のスタイリングも担う。
1999年、インターネット・サイトマガジン「www.cafeglobe.com」においてファッション・カルチャーのトピックスを発信。連載コラムを担当。
ファッション・メーカーなどとコラボレーションし、インターネット上でユーザーの声を反映したオリジナル商品を開発、販売する企画を立ち上げる。
2003年7月号より2005年12月号まで株式会社世界文化社「Miss」において表紙並びに巻頭ページ、連載コラムを担当。パリ・コレクションを毎シーズン取材。
2005年4月より日本テレビ「おしゃれイズム」で森泉の衣装を担当。日テレHP「森泉のファッションチェック」で衣装についてコメントを毎週発信し、2014年9月放送分までレギュラー・スタイリストを務める。
2018年4月よりフリーアナウンサー有働由美子のスタイリングを担当。10月より日本テレビ「news zero」有働由美子の衣装をレギュラーで担当。

## 人物

### スタイリングポリシー
年齢にとらわれることなく、コンサバティブな感覚の中にモード感を程よく漂わせたスタイリングが得意。
単にコレクション情報に流されることなくトレンドを咀嚼し、されげなく取り入れた上品なコーディネイトを目指す。
生きることの楽しさ嬉しさをファッションというツールを通して表現すること。
着る人、ひとりひとりの嗜好性と個性を大切にスタイリングすること。

## 携わったファッション雑誌
- 株式会社ハースト婦人画報
  - 25ans
  - 婦人画報
- 株式会社世界文化社
  - Miss
  - 家庭画報
  - GRACE
- 株式会社主婦と生活社
  - NIKITA
- 株式会社扶桑社
  - LUCI
- 株式会社光文社
  - STORY
  - HERS
- 株式会社マガジンハウス
  - クロワッサンプレミアム
- 株式会社小学館
  - Oggi
  - Domani
  - Precious

## トークショー
- 丸ビル「丸の内コレクション」ファッションショー&トークショー（丸ビル1Fホール）
- 「LUCI」クリスマスパーティー（セルリアンホテル）
- タグホイヤー（表参道店）
- ジャンルイ・シェレル　ファッションショー&トークショー（モーダポリティカ）
- オンワード樫山「iCB」（スパイラルホール）
- クリスチャン・ディオール　ファッションショー&トークショー（名古屋店）
- ルイ・ヴィトン　ファッションショー&トークショー（六本木ヒルズ店）
- 山陽商会「to be chic」（恵比寿ガーデンホール、京都大丸、大阪阪急、名古屋三越）
- 25ans×to be chic with モデル松島花（新宿高島屋）
- ポール・スチュアート　ファッションショー&トークショー（銀座店）
- ナインウエスト　ファッションショー（表参道店）
- 山陽商会「COTOO」（京都高島屋、池袋西武）
- STORY×Asコレクション　ファッションショー
- グロッセ（新宿高島屋）
- ロックポート（神戸大丸）
- JUPITER（新宿伊勢丹）
- MaxMara×「美プレミアム」ファッションショー&トークショー（銀座店）
- MaxMara ファッションショー&トークショーwith河野景子（青山店）

## その他
- ハリー・ウインストン「ドレスデングリーン40カラットダイヤモンド」発表会
- 香港政府観光局×キャセイパシフィック　キャンペーン（2005年～2010年）
- 明治乳業AYA 平田さゆりデザインバッグ　プレゼント　全国キャンペーン
- 味の素　ラジオCF　出演
- テレビ東京「未来モデル」スタイリング指導
- ワコール「おうちウエア」プロデュース
- 千趣会「スタイルノート平田さゆり」　ワンピース　デザイン
- SATORU JAPAN「美人塾」新人モデル育成レッスン
- MIKIMOTOアカデミー「ファッション講座」講師
- ワコール「LALAN」2008年春夏キャンペーン
- フジテレビ「とくダネ！」ファッション　コメント
- ペリエジュエ　アーカイブ用フォトセッション衣装
- オンワード樫山　23区　スタイリング講座
- ヴァレクストラ　社員研修ファッション講座
- ワシントン靴店　社員研修ファッション講座
- 集英社「OurAge」大人の着こなしセミナー
- ルイ・ヴィトン　パーソナルスタイリング

## 衣装担当
- フリーアナウンサー 有働由美子
- タレント 森泉
- 女優 戸田菜穂
- モデル アンミカ
- フジテレビアナウンサー 佐藤里佳
- 女優 伊東美咲